# Olympische Sommerspiele 2008/Baseball
Bei den XXIX. Olympischen Sommerspielen 2008 in Peking wurde ein Wettbewerb im Baseball ausgetragen. Am Turnier der Männer nahmen acht Mannschaften teil. Jedes Land durfte eine Mannschaft zu je 24 Spielern aufstellen, daraus ergab sich eine Gesamtzahl von 192 teilnehmenden Athleten bei diesem Wettbewerb. Das Internationale Olympische Komitee hat sich entschieden, Baseball aus dem Programm der Olympischen Sommerspiele 2012 zu nehmen. Somit wurde diese Sportart vorübergehend das letzte Mal bei Olympischen Spielen ausgetragen, 2020 in Tokio war sie wieder im Programm.

## Teilnehmende Mannschaften
Folgende Mannschaften hatten sich für das Turnier qualifiziert:
| - Volksrepublik China - Niederlande | - Vereinigte Staaten - Kanada | - Kuba - Südkorea | - Japan - Taiwan |

## Olympischer Wettbewerb

### Medaillengewinner
| Platz | Land               | Sportler |
| ----- | ------------------ | --- |

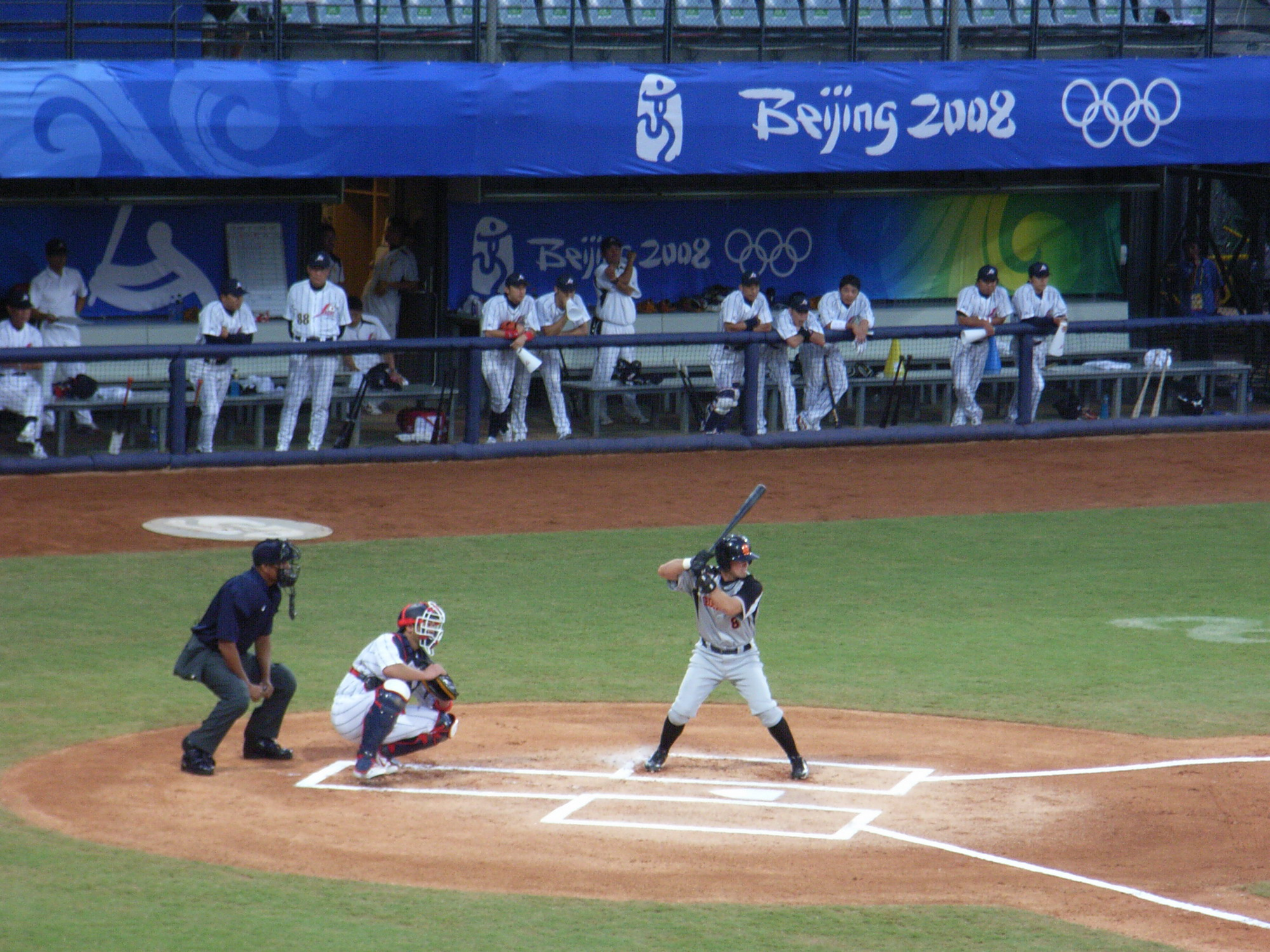
Szene aus dem Spiel Japan gegen die Niederlande

| 1     | Südkorea           | Bong Jung-keun, Chong Tae-hyon, Han Ki-joo, Hyuk Kwon, Jang Won-sam, Jeong Keun-woo, Jin Kab-yong, Kang Min-ho, Kim Dong-joo, Kim Hyung-soo, Kim Kwang-hyun, Kim Min-jae, Ko Young-min, Lee Dae-ho, Lee Jin-young, Lee Jong-wook, Lee Seung-yeop, Lee Taek-keun, Lee Yong-kyu, Oh Seung-hwan, Park Jin-man, Ryu Hyun-jin, Song Seung-jun, Yoon Suk-min Manager: Kim Kyung-moon Trainer: Cho Kye-hyun, Kim Gwang-soo, Kim Ki-tae                                                  |
| 2     | Kuba               | Alexei Bell, Frederich Cepeda, Alfredo Despaigne, Giorvis Duvergel, Michel Enríquez, Norberto González, c, Miguel La Hera, Pedro Luis Lazo, Jonder Martínez, Alexander Mayeta, Rolando Meriño, Luis Navas, Vicyohandri Odelín, Héctor Olivera, Adiel Palma, Eduardo Paret, Yadier Pedroso, Ariel Pestano, Luis Rodríguez, Elier Sánchez, Eriel Sánchez, Yoandry Urgellés, Norge Luis Vera Manager: Antonio Pacheco                                                               |
| 3     | Vereinigte Staaten | Brett Anderson, Jake Arrieta, Brian Barden, Matthew Brown, Trevor Cahill, Jeremy Cummings, Jason Donald, Brian Duensing, Dexter Fowler, John Gall, Mike Hessman, Kevin Jepsen, Brandon Knight, Michael Koplove, Matt LaPorta, Lou Marson, Blaine Neal, Jayson Nix, Nate Schierholtz, Jeff Stevens, Stephen Strasburg, Taylor Teagarden, Terry Tiffee, Casey Weathers Manager: Davey Johnson Trainer: Marcel Lachemann, Reggie Smith, Rick Eckstein, Dick Cooke, Rolando de Armas |

### Vorrunde
| Spiel      | Datum             | Stadion                  | Begegnung           | Begegnung | Begegnung           | Ergebnis   |
| ---------- | ----------------- | ------------------------ | ------------------- | --------- | ------------------- | ---------- |
| 1          | 13.08.2008, 10:30 | Wukesong-Baseball-Feld 2 | Taiwan              | –         | Niederlande         | 5:0        |
| 2          | 13.08.2008, 11:30 | Wukesong-Baseball-Feld 1 | Volksrepublik China | –         | Kanada              | 0:10 (8)   |
| 3          | 13.08.2008, 18:00 | Wukesong-Baseball-Feld 2 | Vereinigte Staaten  | –         | Südkorea            | 7:8        |
| 4          | 13.08.2008, 19:00 | Wukesong-Baseball-Feld 1 | Kuba                | –         | Japan               | 4:2        |
| 5          | 14.08.2008, 10:30 | Wukesong-Baseball-Feld 2 | Niederlande         | –         | Vereinigte Staaten  | 0:7 (8) 1  |
| 6          | 17.08.2008, 18:00 | Wukesong-Baseball-Feld 1 | Südkorea            | –         | Volksrepublik China | 1:0 (11) 2 |
| 7          | 14.08.2008, 18:00 | Wukesong-Baseball-Feld 2 | Kuba                | –         | Kanada              | 7:6        |
| 8          | 14.08.2008, 19:00 | Wukesong-Baseball-Feld 1 | Taiwan              | –         | Japan               | 1:6        |
| 9          | 15.08.2008, 10:30 | Wukesong-Baseball-Feld 2 | Volksrepublik China | –         | Taiwan              | 8:7 (12)   |
| 10         | 15.08.2008, 11:30 | Wukesong-Baseball-Feld 1 | Vereinigte Staaten  | –         | Kuba                | 4:5 (11)   |
| 11         | 15.08.2008, 18:00 | Wukesong-Baseball-Feld 2 | Kanada              | –         | Südkorea            | 0:1        |
| 12         | 15.08.2008, 19:00 | Wukesong-Baseball-Feld 1 | Japan               | –         | Niederlande         | 6:0        |
| 13         | 16.08.2008, 10:30 | Wukesong-Baseball-Feld 2 | Vereinigte Staaten  | –         | Kanada              | 5:4        |
| 14         | 16.08.2008, 11:30 | Wukesong-Baseball-Feld 1 | Kuba                | –         | Taiwan              | 1:0        |
| 15         | 16.08.2008, 18:00 | Wukesong-Baseball-Feld 2 | Volksrepublik China | –         | Niederlande         | 4:6        |
| 16         | 16.08.2008, 19:00 | Wukesong-Baseball-Feld 1 | Japan               | –         | Südkorea            | 3:5        |
| 17.08.2008 | 17.08.2008        | Ruhetag                  | Ruhetag             | Ruhetag   | Ruhetag             | Ruhetag    |
| 17         | 18.08.2008, 10:30 | Wukesong-Baseball-Feld 2 | Kanada              | –         | Japan               | 0:1        |
| 18         | 18.08.2008, 11:30 | Wukesong-Baseball-Feld 1 | Taiwan              | –         | Südkorea            | 8:9        |
| 19         | 18.08.2008, 18:00 | Wukesong-Baseball-Feld 2 | Niederlande         | –         | Kuba                | 3:14 (8)   |
| 20         | 18.08.2008, 19:00 | Wukesong-Baseball-Feld 1 | Vereinigte Staaten  | –         | Volksrepublik China | 9:1        |
| 21         | 19.08.2008, 10:30 | Wukesong-Baseball-Feld 2 | Niederlande         | –         | Kanada              | 0:4        |
| 22         | 19.08.2008, 11:30 | Wukesong-Baseball-Feld 1 | Südkorea            | –         | Kuba                | 7:4        |
| 23         | 19.08.2008, 18:00 | Wukesong-Baseball-Feld 2 | Japan               | –         | Volksrepublik China | 10:0 (7)   |
| 24         | 19.08.2008, 19:00 | Wukesong-Baseball-Feld 1 | Vereinigte Staaten  | –         | Taiwan              | 4:2        |
| 25         | 20.08.2008, 10:30 | Wukesong-Baseball-Feld 2 | Kuba                | –         | Volksrepublik China | 17:1 (7)   |
| 26         | 20.08.2008, 11:30 | Wukesong-Baseball-Feld 1 | Niederlande         | –         | Südkorea            | 0:10 (8)   |
| 27         | 20.08.2008, 18:00 | Wukesong-Baseball-Feld 2 | Kanada              | –         | Taiwan              | 5:6 (12)   |
| 28         | 20.08.2008, 19:00 | Wukesong-Baseball-Feld 1 | Japan               | –         | Vereinigte Staaten  | 2:4 (11)   |
| 21.08.2008 | 21.08.2008        | Ruhetag                  | Ruhetag             | Ruhetag   | Ruhetag             | Ruhetag    |

(Alle Zeiten sind Ortszeit)

### Finalrunde
|  | Halbfinale                 | Halbfinale                 |                            |   | Spiel um Gold              | Spiel um Gold              |
|  |                            |                            |                            |   |                            |                            |
|  | Südkorea                   | 6                          |                            |   |                            |                            |
|  | Japan                      | 2                          |                            |   |                            |                            |
|  | 22. August 2008, 10:30 Uhr |                            |                            |   |                            |                            |
|  |                            |                            | 23. August 2008, 18:00 Uhr |   |                            |                            |
|  | Südkorea                   | 3                          |                            |   |                            |                            |
|  |                            | Kuba                       | 2                          |   |                            |                            |
|  |                            |                            |                            |   |                            |                            |
|  | Spiel um Bronze            |                            |                            |   |                            |                            |
|  | 22. August 2008, 18:00 Uhr | 22. August 2008, 18:00 Uhr | Japan                      | 4 |                            |                            |
|  | Kuba                       | 10                         | Vereinigte Staaten         | 8 |                            |                            |
|  | Vereinigte Staaten         | 2                          |                            |   | 23. August 2008, 10:30 Uhr | 23. August 2008, 10:30 Uhr |

(Alle Zeiten sind Ortszeit)